# Офт, Ханс
Мариюс Йохан (Ханс) Офт (нидерл. Marius "Hans" Johan Ooft; род. 27 июня 1947 года, Роттердам) — нидерландский футболист и футбольный тренер, который стал первым иностранцем, возглавившим сборную Японии. Под руководством Офта Япония впервые выиграла Кубок Азии 1992 года, однако он был уволен годом позже, так как не смог вывести Японию на чемпионат мира по футболу 1994.

## Биография
Ханс начал играть в футбол в возрасте шести лет и был зачислен в клуб «Де Мюссен», в котором он выступал на протяжении одиннадцати лет. В возрасте 18 лет он подписал контракт с «Фейеноордом», после чего отправился служить в армию на север Нидерландов. В сезоне 1966/67 Офт выступал за второй состав роттердамцев, а летом 1967 года перешёл в «Вендам». В новой команде нападающий дебютировал в товарищеском матче против английского «Чарльтона». 
После «Вендама» Ханс играл за «Камбюр» и «Херенвен». Он завершил карьеру в 1976 году в возрасте 29 лет из-за травмы. По словам Офта, он всегда был заинтересован в тренерской деятельности, он получил свою первую лицензию в 1973 году. Сразу после окончания карьеры он стал тренером молодёжной сборной Нидерландов.
Офт впервые посетил Японию в 1979 году. Юношеская сборная Японии нуждалась в тренере перед турниром в Беллинцоне, Швейцария. Так Офт подписал свой первый контракт с японской командой. В 1981 году он вёл тренерскую конференцию в Симидзу, и «Джубило Ивата» попросила его временно занять пост тренера. Офт пробыл в клубе два месяца, это был его первый опыт работы тренером в клубном футболе. В 1984 году он стал тренером «Санфречче Хиросима», где работал в течение четырёх с половиной лет. После почти пяти лет в Японии он вернулся в Нидерланды, чтобы стать техническим директором «Утрехта». 
В 1992 году он вернулся в Японию уже как тренер национальной сборной и пробыл на посту в течение двух лет. Он выиграл с командой Кубок Азии 1992 и был близок к финальной части чемпионата мира 1994. Тогда в решающем матче против Ирака команда на последних минутах матча не смогла удержать победу (ничья 2:2), эту встречу окрестили «агонией в Дохе». После этого он три года работал с «Джубило Ивата» (1994—1997), а также провёл год в «Киото Санга». После трёхлетнего перерыва в январе он стал тренером «Урава Ред Даймондс». В 2008 году он на один сезон вернулся в «Джубилио Ивата», после чего вышел на пенсию.